# Erik Werenskiold
Erik Werenskiold (Eidskog, 1855. február 11. – Bærum község, 1938. november 23.) norvég festő és illusztrátor. Különösen a Peter Christen Asbjørnsen, illetve Jørgen Moe által írt Norske Folkeeventyr, azaz Norvég népmesék című kiadványukhoz készített illusztrációiról, valamint Snorri Sturluson Heimskringla (a legismertebb óészaki nyelvű királysaga) című mű lapjaira készített illusztrációiról vált ismertté.

## Háttere
Erik Theodor Werenskiold Eidskogban született 1855-ben a Hedmark megyében található Kongsvinger településtől délkeletre. Élete első négy évében Eidskogban élt, majd családjával Kongsvingerbe költözött. Kongsvingerben a Kongsvinger erőd falai közt a parancsnok negyedik fia volt. 1869 és 1872 közt elvégezte az általános iskola első négy osztályát, majd a magánkézben lévő latin tannyelvű iskola diákja lett.
A festő Adolph Tidemand tanácsa alapján elvégezte a Rajziskolát, ahol Julius Middelthun diákja lett. Egy időben a stúdióművész Axel Ender tanítványa volt 1875-ben. 

## Munkássága
Münchenben töltött négy évet, ahol megismerkedett a francia festészeti irányzatokkal, különösképpen Charles-François Daubigny művein keresztül 1878-ban egy francia művészeti kiállítás alkalmával, amely meggyőzte Werenskioldot a francia stílusok magasabb szintű kifinomultságáról szemben a német stúdiófestészettel. 1880 tavaszán Werenskiold jobb karja lebénult. Mintegy félévnyi lábadozás és kórházi kezelések után, melyekre Svájcban, Felső-Bajorországban illetve Tirolban került sor, végül visszanyerte egészségét. 1881 és 1883 közt Párizsban élt. 1883-ban visszatért Norvégiába és nyarait Telemarkban töltötte. Ezután 1884 és 85 közt visszatért Franciaországba, majd 1895-ben tanulmányútra ment Rómába és Firenzébe. 
Számos festményt készített földművesekről és tájképeket is készített. Már müncheni tartózkodása óta foglalkoztatták a norvég tündérmesék illusztrálásával kapcsolatos gondolatok és ekkor (1879-ben) lehetőséget kapott arra, hogy Theodor Kittelsennel közösen illusztráljon egy norvég mesékről szóló könyvet.
Számos portrét készített híres norvégekről élete során. 1908-tól norvég művészi díjat kapott, majd Bærumban halt meg 1938 novemberében.

## Magánélete
Feleségül vette Sophie Marie Stoltenberg Thomesen (1849–1926) festőnőt. Sógora volt az újságíró Fernananda Nissennek és a veje volt a norvég kereskedő és politikus Thomes Thomesennek. A geológus Werner Werenskioldnak (1883–1961) és a szobrász Dagfin Werenskioldnak (1892–1977).

## Válogatott munkái
- Bærrensere (1878)
- Et møte (1880)
- Gjetere (1882)
- En bondebegravelse (1883–85)
- Olivia (1891)
- Solstreif (1891)
- Lekende barn (1892)
- Sommeraften i Kviteseid (1893)
- Skysshesten (1894)
- Aftenlandskap fra Kviteseid (1895)
- Hungersnøden (1923 and 1928–29)
- Middagsselskapet (1928–30)
- En streikebryter ca. (1930)

### Portréi
- Gunnar Heiberg (1878)
- Amund Helland (1885)
- Kitty Kielland (1891)
- Edvard Grieg (1892 and 1902)
- Erika Nissen (1892)
- Fridtjof Nansen  (1893)
- Frederik Collett (1894)
- Bjørnstjerne Bjørnson (1895)
- Henrik Ibsen (1895)
- Eva Nansen  (1896)
- Sophus Lie (1902)
- Christian Michelsen (1906)

## Galéria

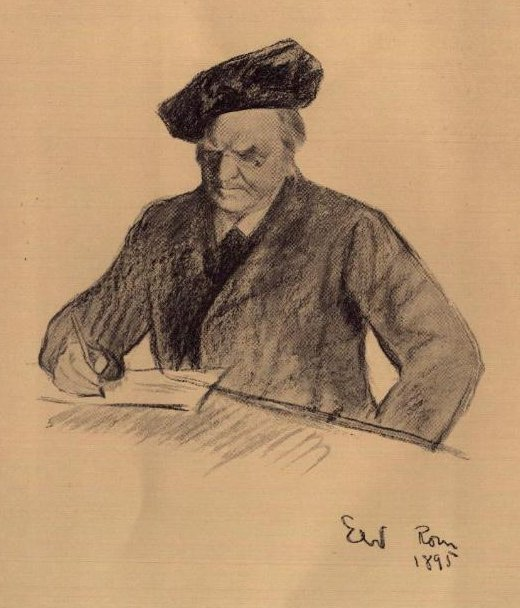
Bjørnstjerne Bjørnson (1895)
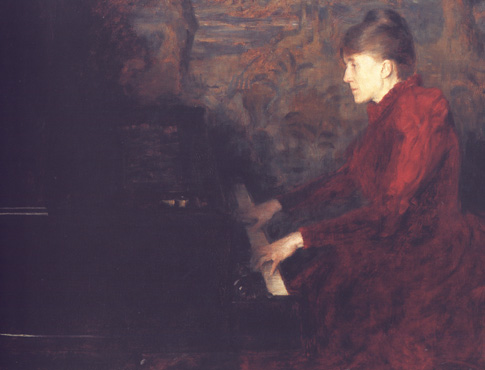
Erika Nissen (1892)
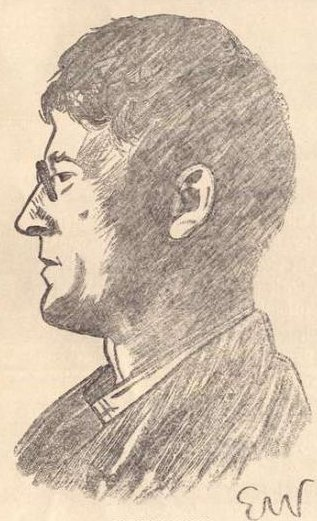
Knut Hamsun (1889)
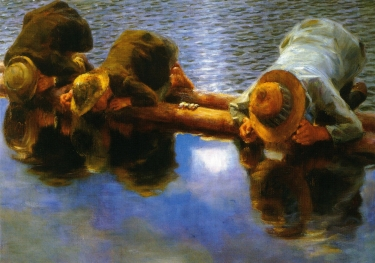
Szomjukat oltók
A réten
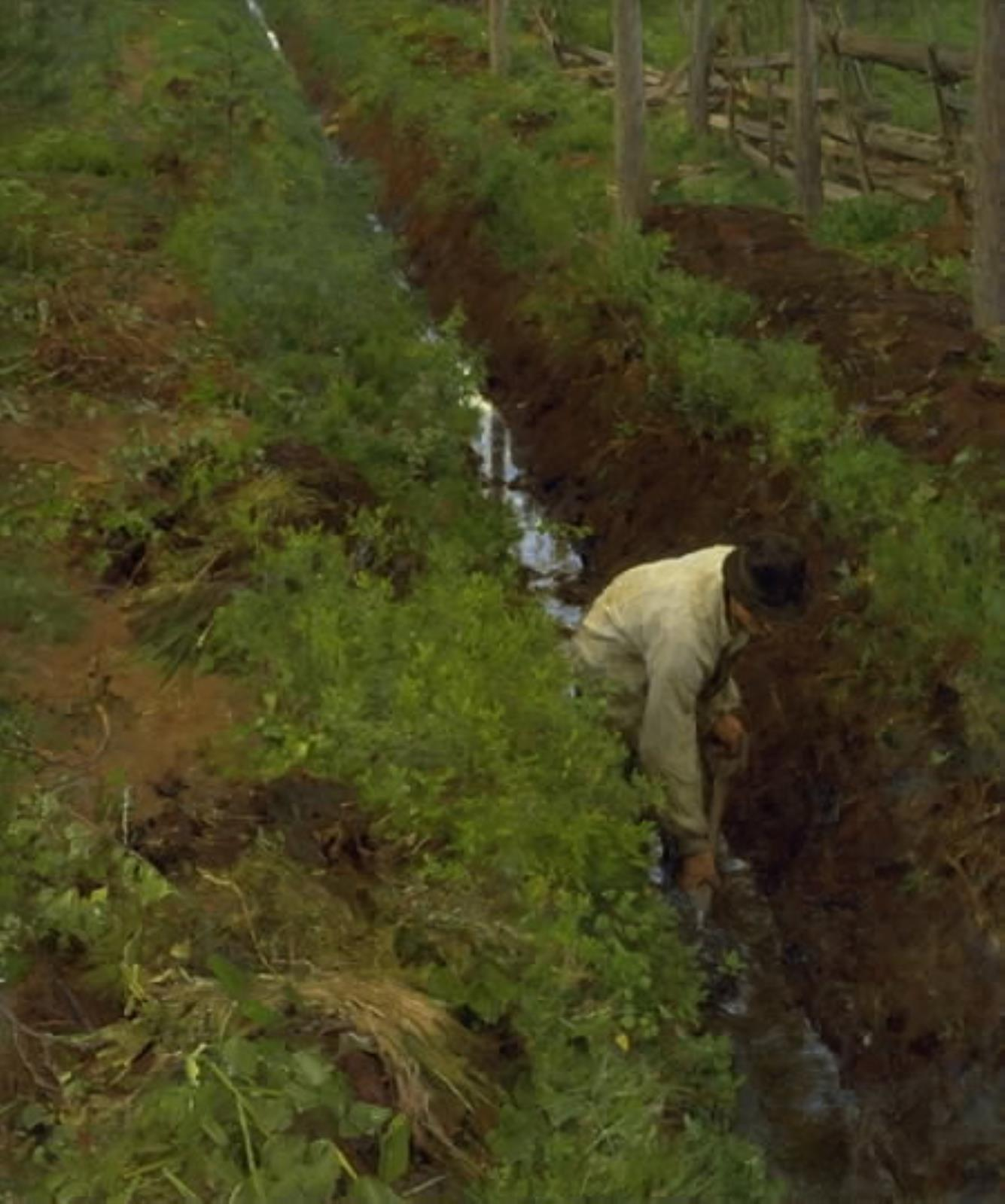
Árokásó

## Fordítás
- Ez a szócikk részben vagy egészben  az   Erik Werenskiold című angol Wikipédia-szócikk ezen változatának fordításán alapul.  Az eredeti cikk szerkesztőit annak laptörténete sorolja fel. Ez a jelzés csupán a megfogalmazás eredetét és a szerzői jogokat jelzi, nem szolgál a cikkben szereplő információk forrásmegjelöléseként.